# Renault R29
Chronologie des modèles (2009)
Renault R28 Renault R30
La Renault R29 est la monoplace de Formule 1 engagée par l'équipe ING-Renault F1 Team en championnat du monde de Formule 1 2009.
Officiellement présentée le lundi 19 janvier 2009 lors d'une séance d'essais sur l'Autódromo Internacional do Algarve, cette monoplace tient compte des modifications de règlements introduites en 2009 et présente un aileron avant élargi, un aileron arrière rétréci et relevé et des pneus slicks. Ses pilotes sont le double champion du monde espagnol Fernando Alonso et le Brésilien Nelson Angelo Piquet, remplacé en cours de saison par le Français Romain Grosjean.
Le groupe financier ING reste le commanditaire principal de l'écurie tandis que la compagnie pétrolière Elf Aquitaine est remplacée par le groupe Total Fina Elf, ajoutant des touches rouges à la livrée de la monoplace. Un logo ELF reste présent sur le capot moteur.
La R29 entame la saison (Australie et Malaisie) avec le SREC conçu et construit par l'écurie. Jugeant les résultats peu concluants, les ingénieurs n'ont pas installé le système en Chine mais ont refait un essai au Grand Prix suivant à Bahreïn. Le 7 mai 2009, l'écurie renonce provisoirement à équiper ses monoplaces du SREC, le système devant être allégé. En supprimant le système de récupération d'énergie, la monoplace a vu baisser son centre de gravité de plus de 4 centimètres. Le système fait son retour sur la R29 pour le Grand Prix d'Italie dont le tracé est jugé favorable à son utilisation.

## Résultats en championnat du monde de Formule 1

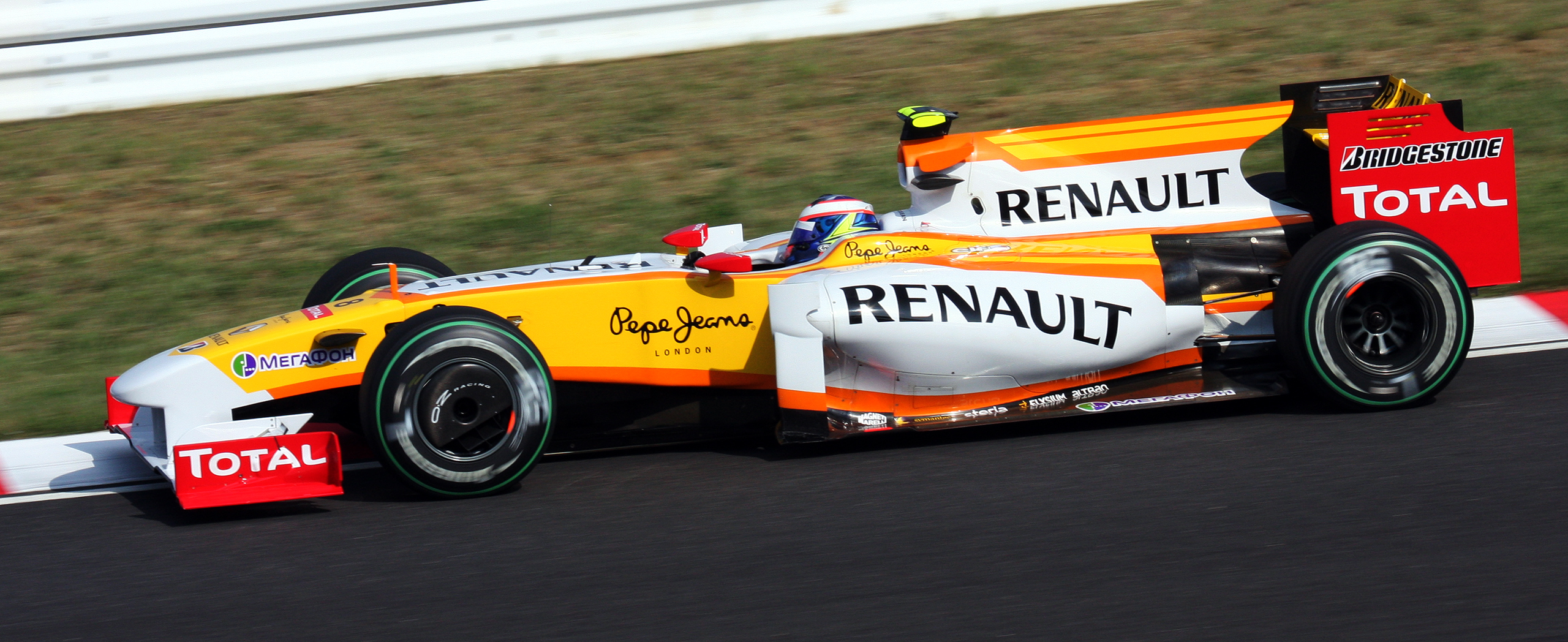
La Renault R29 pilotée par Romain Grosjean dépourvue des logos d'ING à la suite des révélations du Singaporegate

| Saison | Écurie              | Moteur       | Pneus       | Pilotes         | Courses | Courses | Courses | Courses | Courses | Courses | Courses | Courses | Courses | Courses | Courses | Courses | Courses | Courses | Courses | Courses | Courses | Points inscrits | Classement |
| Saison | Écurie              | Moteur       | Pneus       | Pilotes         | 1       | 2       | 3       | 4       | 5       | 6       | 7       | 8       | 9       | 10      | 11      | 12      | 13      | 14      | 15      | 16      | 17      | Points inscrits | Classement |
| ------ | ------------------- | ------------ | ----------- | --------------- | ------- | ------- | ------- | ------- | ------- | ------- | ------- | ------- | ------- | ------- | ------- | ------- | ------- | ------- | ------- | ------- | ------- | --------------- | ---------- |
| 2009   | ING Renault F1 Team | Renault RS27 | Bridgestone |                 | AUS     | MAL     | CHI     | BAH     | ESP     | MON     | TUR     | GBR     | ALL     | HON     | EUR     | BEL     | ITA     | SIN     | JAP     | BRÉ     | ABU     | 26              | 8e         |
| 2009   | ING Renault F1 Team | Renault RS27 | Bridgestone | Fernando Alonso | 5e      | 11e     | 9e      | 8e      | 5e      | 7e      | 10e     | 14e     | 7e      | Abd     | 6e      | Abd     | 5e      | 3e      | 10e     | Abd     | 14e     | 26              | 8e         |
| 2009   | ING Renault F1 Team | Renault RS27 | Bridgestone | Nelsinho Piquet | Abd     | 13e     | 16e     | 10e     | 12e     | Abd     | 16e     | 12e     | 13e     | 12e     |         |         |         |         |         |         |         | 26              | 8e         |
| 2009   | ING Renault F1 Team | Renault RS27 | Bridgestone | Romain Grosjean |         |         |         |         |         |         |         |         |         |         | 15e     | Abd     | 15e     | Abd     | 16e     | 13e     | 18e     | 26              | 8e         |

Légende : ici 